# Hippolyte Schinner
Hippolyte Schinner est un personnage de La Comédie humaine d’Honoré de Balzac. Peintre de talent, il apparaît pour la première fois dans La Bourse (1832). Il réapparaît, beaucoup plus jeune, dans La Rabouilleuse (1842), où il se lie avec Joseph Bridau et Jean-Jacques Bixiou.Il est évoqué dans Un début dans la vie.

## Biographie
Né en 1794, il est le fils d'une fille de fermiers alsaciens, fille-mère, qui a refusé les aumônes du père naturel d'Hippolyte, un homme riche. Le jeune peintre devient très vite célèbre, il obtient la Légion d'honneur, le titre de baron et épouse Adélaïde de Rouville en 1819.
- 1815 : dans La Bourse, il est déjà un peintre reconnu, il habite rue des Champs-Élysées et il possède un atelier rue de Surène. C'est là où, pris d'un malaise, il tombe d'une échelle. Ses voisines de l'étage inférieur entendent le bruit et viennent à son secours. Il s'agit d'Adélaïde Leseigneur de Rouville et de sa mère, avec lesquelles il se lie d'amitié. Mais l'attitude de la baronne Leseigneur de Rouville lui paraît étrange. Tous les soirs, elle joue au piquet avec le chevalier du Halga et  l'amiral de Kergarouët, et les deux hommes perdent systématiquement, abandonnant de petites sommes d'argent. Hippolyte se demande si la baronne triche. D'ailleurs, l'atmosphère de la maison est assez étrange : elle cache avec dignité une certaine misère. Hippolyte commence à avoir des soupçons sur les deux femmes d'autant plus que sa bourse, qui contenait un peu d'argent, disparaît. Le jeune peintre n'ose plus se rendre chez les de Rouville bien qu'il soit follement épris d'Adélaïde qu'il soupçonne de vol. Mais la mère du peintre, fine mouche, comprend que son fils a des ennuis. Elle prend des renseignements sur son mode de vie et son entourage. Elle apprend ainsi que capitaine de vaisseau Leseigneur de Rouville est mort à Batavia, dans une bataille contre un vaisseau anglais, mais que l'on refuse à sa veuve une pension qui lui est due. Les amis du capitaine viennent donc perdre exprès au jeu pour permettre à cette digne veuve de survivre. Quant à la bourse d'Hippolyte, Adélaïde ne l'a pas volée : elle la lui rend, raccommodée et richement brodée. Les deux jeunes gens s'avouent leur amour et ils se marient vers 1819.
- 1816 : dans Pierre Grassou, Schinner dirige un atelier dans lequel travaille Joseph Bridau. Il est aussi le professeur de Pierre Grassou dont il commentera sans ménagement les tableaux refusés au Salon de 1819.
- 1820 : dans Un début dans la vie, son élève Joseph Bridau se fait passer pour lui en manière de farce, pour épater la galerie, au cours d'un voyage en coucou de Paris à Presles, car Schinner est un peintre reconnu et respecté. L'amiral de Kergarouët  obtient pour lui la décoration de deux salles du Louvre.
- 1824 :  dans Albert Savarus, la princesse Gandolphini lui fait peindre deux fois son portrait. Elle offre l'un à Rodophe, l'autre à Emilio. Il fréquente cette même année les « mercredis » de Célestine Rabourdin, où il retrouve Horace Bianchon, Melchior de Canalis ou Lucien de Rubempré.
- 1829 : il fait admettre au salon un tableau de Pierre Grassou. Avec Léon de Lora, il décore l'hôtel offert par Frédéric de Nucingen à Esther Gobseck.
- 1836 : dans La Fausse Maîtresse, il est membre de l'Institut de France depuis quatre ans et se charge de décorer les plafonds de l'hôtel Laginski.

Il apparaît aussi dans :
- Les Comédiens sans le savoir
- Petites misères de la vie conjugale
- Les Employés ou la Femme supérieure
- Pierre Grassou